# Бенеш, Ласло
Ла́сло Бе́неш (словац. László Bénes; род. 9 сентября 1997, Дунайска-Стреда, Трнавский край) — словацкий футболист, полузащитник клуба «Унион» (Берлин) и сборной Словакии, выступающий на правах аренды за турецкий клуб «Кайсериспор». Участник двух чемпионатов Европы (2020 и 2024).

## Клубная карьера
Ласло имеет венгерские корни, и, несмотря на то, что родился и тренировался в Словакии, первым его клубом стал венгерский «Дьёр». 6 декабря 2014 года дебютировал в чемпионате Венгрии в поединке против «Гонведа», выйдя на замену на 82-й минуте вместо Матэ Паткаи.
6 февраля 2015 года подписал контракт с «Жилиной», вернувшись в Словакию. В «Жилине» сразу стал игроком основного состава, дебютировав в словацком чемпионате, выйдя на замену на 81-й минуте вместо Лукаша Чмелика в поединке против «Кошице». Всего за «Жилину» сыграл 31 игру, забив 2 мяча.
24 июня 2016 года подписал контракт с мёнхенгладбахской «Боруссией».
28 января 2019 года был отдан в аренду клубу «Хольштайн» до конца сезона 2018/19.